# Henri-Augustin Le Pileur
Henri-Augustin Le Pileur (né vers 1650 à Paris et mort à Paris le 25 avril 1726) est un ecclésiastique qui fut évêque de Saintes de 1711 à 1715.

## Biographie
Henri-Augustin Le Pileur est le fils de Jean Le Pileur, seigneur de Grandbonne ou de Grand-Beaune, maître des requêtes de la reine Anne d'Autriche et auditeur des comptes (1644-1657), et de Catherine Heudebert du Buisson. Il est pourvu de l'abbaye de Bonnevaux en décembre 1694 et de celle de Saint-Martin d'Épernay. Sa sœur Marie Le Pileur (morte en 1728) reçoit également le prieuré du Petit Andelys au diocèse de Rouen en 1710 et l'abbaye de Notre-Dame de Meaux au diocèse de Reims en 1713.
Il est sexagénaire lorsqu'il est nommé évêque de Saintes en 1711. Il est confirmé le 19 octobre et consacré en décembre à Paris par Louis Antoine de Noailles. Son bref épiscopat est marqué par un incident en 1714 lorsqu'il lance imprudemment un interdit contre Louis-Marie Grignion de Montfort avant de devoir se rétracter. Il doit se démettre de son siège le 19 décembre 1715 et se retire à Paris où il meurt le 25 avril 1726.